# Lasionycta marloffi
Lasionycta marloffi là một loài bướm đêm trong họ Noctuidae.